# Vladimír Mišík
Vladimír Mišík (ur. 8 marca 1947 w Pradze) – czeski piosenkarz i gitarzysta.
Swój pierwszy zespół – Uragán – założył jako nastolatek. Później został wokalistą formacji Komety. Wraz ze swoim przyjacielem Radimem Hladíkiem wszedł w skład grupy The Matadors, a w 1968 roku muzycy założyli formację Blue Effect. W 1970 roku opuścił Blue Effect i został członkiem grupy Flamengo. Był także związany z zespołem Energit. W 1974 roku założył własny zespół Etc..., a w 2004 roku został wprowadzony do zestawienia Beatová síň slávy.
W 2023 roku został odznaczony Medalem Za Zasługi I stopnia.